# Grey Goose
"Grey Goose" es una canción tradicional de folk americana. Su tema es de un predicador que caza y captura a un ganso gris para la cena del domingo. Trata de matar al ganso gris, pero no importa lo que intente no puede matar al ganso, lo que implica que no se había observado adecuadamente el sábado. Las diversas modalidades del predicador para matar al ganso gris, sin éxito, eran de acuerdo a la canción:
- Shooting it
- Boiling it

- Feeding it to a hog
- Cutting it with a mill-saw

Fue grabada por Huddie Ledbetter (también conocido como Leadbelly) en la década de 1930. Una versión instrumental de esta canción fue hecha por los miembros de la banda estadounidense Nirvana y Screaming Trees en Seattle en agosto de 1989. La canción no fue lanzada hasta el año 2004 en el box set With the Lights Out. En 2006, los miembros de la banda Dan Zanes and Friends grabaron una versión de esta canción para el álbum "Catch That Train". La canción también fue grabada por la banda de British sea Power para una de las caras b de su single Please Stand Up. Una versión conmovedora de la canción también fue grabada por Sweet Honey In The Rock en el álbum ganador del Grammy "Vision Shared" producido por la CBS como un tributo a Leadbelly (y Guthrie) para Smithsonian Folkways.     
- Datos: Q2887978